# Zgornja Vižinga
Zgornja Vižinga – wieś w Słowenii, w gminie Radlje ob Dravi. W 2018 roku liczyła 259 mieszkańców.